# Gobierno local en el Perú
Los gobiernos locales en el Perú son entidades públicas encargadas de la administración en el ámbito a nivel local que son ejercidas en las provincias, distritos y los centros poblados. A nivel local es gobernada por los municipios: 196 municipios provinciales, 1 695 municipios distritales y 2 859 municipios de los centros poblados.
Los gobiernos locales de la provincia de Lima y de los distritos y provincias de frontera tiene un régimen especial de gobierno. La Municipalidad Metropolitana de Lima tiene un régimen especial mediante las leyes de descentralización y de las municipalidades. La municipalidad de Lima tiene competencia y funciones reconocidas a gobierno regional con jurisdicción en la provincia de Lima. Asimismo los municipios de frontera tiene un régimen especial según la ley de municipalidades. En el caso de la provincia del Callao tiene dos nivel de gobiernos autónomos que ejercen en una misma jurisdicción: gobierno regional y gobierno local.
A nivel local la municipalidad provincial ejerce jurisdicción sobre el territorio de la respectiva provincia y del distrito denominado "cercado" (distrito donde se encuentra la capital provincial). La municipalidad distrital, ejerce jurisdicción sobre el distrito. La jurisdicción de la municipalidad del centro poblado la determina el respectivo concejo provincial, a propuesta del concejo distrital.
Los gobiernos locales tienen autonomía política, económica y administrativa en los asuntos de su competencia. El objetivo de los gobiernos locales es promover el desarrollo y la economía local, así como la prestación de los servicios públicos. Se organiza mediante el Consejo Municipal que ejerce funciones normativas y fiscalizadoras, mientras que la Alcaldía asume el órgano ejecutivo del gobierno local. El concejo municipal está conformado por el alcalde y los regidores, el alcalde además lidera el órgano ejecutivo local.